# Guillaume Amontons

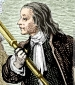
Guillaume Amontons

Guillaume Amontons (Parijs, 31 augustus 1663 - aldaar, 11 oktober 1705) was een Franse instrumentenuitvinder en natuurkundige. Hij verbeterde de barometer, de hygrometer en de thermometer, en ontdekte de druk-temperatuur gaswet (zie de wet van Graham).
De maankrater Amontons is naar hem genoemd.